# بیرکان سوکول‌لو
بیرکان سوکول‌لو به (ترکی استانبولی «Birkan Sokullu»): مانکن، بازیگر سینما و تلویزیون بوسنیایی تبار، زاده‌ ششم اکتبر سال ۱۹۸۵ میلادی‌ در شهر استانبول ترکیه است.

## زندگی و پیشه

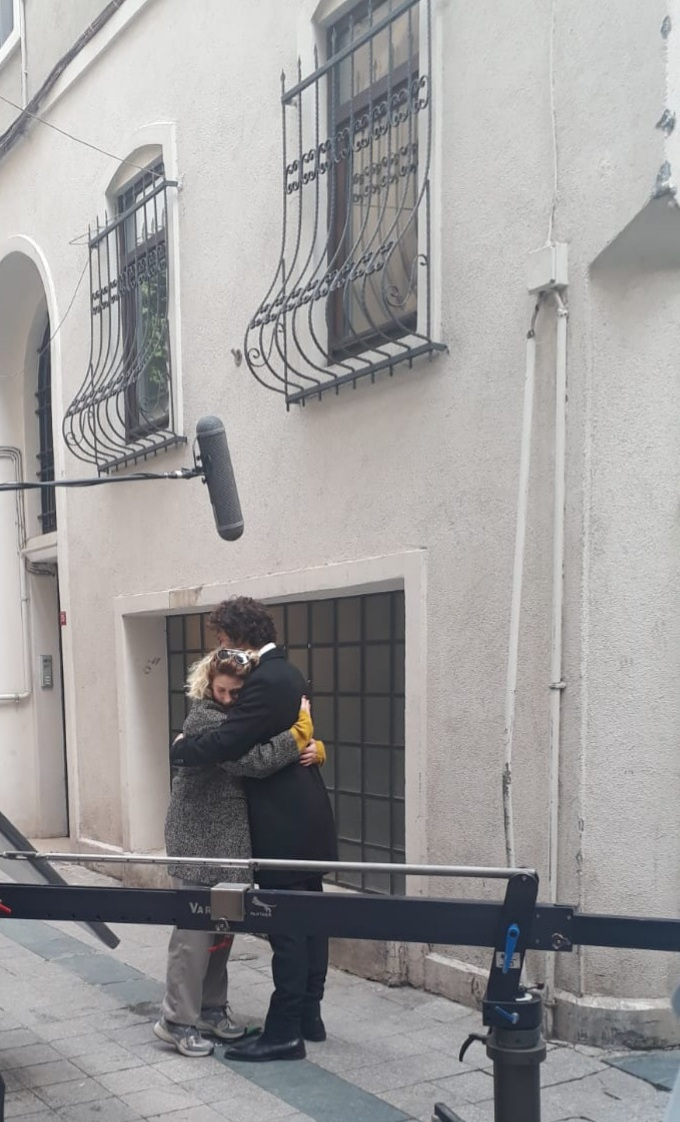
فرح زینب عبدالله و بیرکان سوکولو، مجموعه تلویزیونی ماسوملار آپارتمانی، بی اوغلو.

بیرکان سوکول‌لو، در خانواده‌ای بوسنیایی چشم به جهان گشود. 
او در نوجوانی، مهر ویژه‌ای به ورزش بسکتبال داشت و برای باشگاه ورزشی تکل "Tekel Spor Kulübünde" به میدان می‌رفت.
بیرکان در سال ۲۰۰۳ میلادی، جایگاه سوم بهترین مدل مرد ترکیه را از آنِ خویش نمود. 
او هم‌زمان با تحصیل در دانشگاه مال‌تپه به عنوان مانکن هم کار می‌کرد.
ولی به مدت یک‌سال، از دانشگاه آیدین استانبول {دانشکده هنرهای زیبا، گروه نمایش و بازیگری} دوری گزید.
بیرکان در بیست و یک سالگی، اندوه فراوانی را به خاطر درگذشت مادرش بر اثر خونریزی مغزی، پشت سر گذاشت.
او نخستین‌بار، بازیگری را در سال ۲۰۰۸ میلادی، با گذراندن دوره‌های هنری بازیگری در دُلونای سوی‌سَرت "Dolunay Soysert" و دریافت پیشنهاد از مجموعۀ تلویزیونی "اِلیف: Elif" آغاز نمود.
سپس در شخصیت «Ayaz» در مجموعۀ تلویزیونی "زنان کوچک: Küçük Kadınlar" به کارگردانی هاکان ارسلان به شهرت دست یافت.
بیرکان سوکول‌لو با ایفای نقش اصلی مرد دمیر در مجموعۀ تلویزیونی راز کوچک (مجموعه تلویزیونی) به کارگردانی جِوریه دمیر: Cevriye Demir" که از سال ۲۰۱۰ تا ۲۰۱۱ میلادی، از شبکه‌های کانال د و استار تی‌وی پخش شد، به بازیگری ادامه داد.
پس از آن، او در مجموعه تلویزیونی صخره: Uçurum، محصول سال ۲۰۱۲ که از شبکه آتی‌وی (ترکیه) پخش شد به نقش‌آفرینی پرداخت.
سال ۲۰۱۳، در مجموعه تلویزیونی "فاتح: Fatih"، کاراکتر "شاهزاده مصطفا" را ایفا نمود.
بیرکان‌ در فوریه‌ سال ۲۰۱۴ با ایفای نقش اصلی مرد "پترو: Petro" در مجموعه تلویزیونی "Kurt Seyit ve Şura: سعید و شورا" به کارگردانیِ "هیلال سارال: Hilal Saral"، در کنار هنرمندانی همچون فرح زینب عبدالله و کیوانچ تاتلیتو به نقش‌آفرینی پرداخت. این مجموعه تلویزیونی از شبکه‌ Star TV ترکیه، برای بینندگان به تصویر در آمد.
بیرکان از سال ۲۰۱۶ تا ۲۰۱۷، در مجموعه تلویزیونی "ترانه زندگی: Hayat Şarkısı" به نویسندگی "ماهینور اَرگون: Mahinur Ergun" و کارگردانی "جم کارجِی: Cem Karcı" که از Kanal D ترکیه پخش شد، به ایفای نقش اصلی مرد "کریم جوهر: Kerim Cevher" پرداخت.
او در سال ۲۰۱۷ در مجموعه تلویزیونی «رو در رو: Yüz Yüze» به ایفای نقش اصلی مرد "جیهانگیر: Cihangir"، و در سال ۲۰۱۹، در مجموعه تلویزیونی "یک داستان خانوادگی" به ایفای کاراکتر اصلی مرد "برک گونش: Berk Güneş" پرداخت. این مجموعه تلویزیونی از شبکه‌ FOX ترکیه پخش شد.
بیرکان سوکول‌لو، در سال ۲۰۲۰، در مجموعه تلویزیونی "یا استقلال یا مرگ: Ya İstiklal Ya Ölüm" به کارگردانی "یاسین اوسلو: Yasin Uslu" نقش اصلی مرد "Topkapılı Cambaz Mehmet Bey" را بر عهده گرفت. این مجموعه تاریخی از شبکه‌ TRT1 ترکیه برای بینندگان به تصویر در آمد.
بیرکان، از سال ۲۰۲۰ تا ۲۰۲۲، در مجموعه تلویزیونی "آپارتمان بی‌گناهان: Masumlar Apartmanı" به کارگردانی‌های ["چاری ویلا لُستووالی: Çağrı Vila Lostuvalı" و "اندر مهلر: Ender Mıhlar" و "چیدم بوزعلی: Çiğdem Bozali"] نقش اصلی مرد «هان درَن‌اوئلو: Han Derenoğlu» را در کنار هنرمندانی همچون "مروه دیزدار: Merve Dizdar"، "ازگی مولا: Ezgi Mola" و "فرح زینب عبدالله: Farah Zeynep Abdullah" ایفا نمود. این مجموعه تلویزیونی از شبکه‌ TRT1 ترکیه برای بینندگان به تصویر درآمد.
سال ۲۰۲۳، بیرکان سوکول‌لو، در مجموعه تلویزیونی معجزه صد ساله: Yüz Yıllık Mucize" به نقش‌آفرینی‌های اصلی
 "۱. سرهنگ علی‌طاهر: Ali Tahir"،
 "۲. بازرس اشرف: Eşref"
 "۳. کمال کایا: Kemal"
 در کنار هنرمندانی همچون: نقش اصلی زن: "ابرو شاهین: در کاراکتر هاریکا" و "زرین تکیندر: در کاراکتر ثریا" به کارگردانی "هیلال سارال: Hilal Saral" پرداخت. این مجموعه که از شبکه‌ Star TV ترکیه پخش شد، در ژانرهای درام، فانتزی و رومانس به رشته‌ تحریر درآمده.
او در ماه ژوئن سال ۲۰۲۳، در رُل «گونِی: Güney» در کنار هنرمند ترکیه‌ای: اسرا بیلگیچ «Esra Bilgiç» در رول "آلین: Alin" به نقش‌آفرینی پرداخت. این پروژه که "Art of love: هنر عشق" یا "Romantik hırsız: فیلم سینمایی دزد رمانتیک" نام دارد، از شبکه‌ Netflix ترکیه به نمایش در آمد.

## جوایز
برنده‌ بهترین بازیگر مرد سال در بخش مجموعه تلویزیونی سال ۲۰۲۱ «آپارتمان بی‌گناهان» در بیست و پنجمین دوره جایزه لنز طلایی «MGD 25. Altın Objektif Ödülleri»
برنده بهترین بازیگر مرد خارجی زبان در مجموعه تلویزیونی «آپارتمان بی‌گناهان» در جایزه PRODU  «PRODU Awards»

## فیلم‌شناسی
| سال       | نام مجموعه تلویزیونی           | کاراکتر                                                                                        | نقش        | کانال           |
| --------- | ------------------------------ | ---------------------------------------------------------------------------------------------- | ---------- | --------------- |
| ۲۰۰۸      | الیف زنان کوچک                 | موصطفا (مصطفا) «Mustafa» Ayaz                                                                  | نقش مکمل   | atv Kanal D     |
| ۲۰۰۹-۲۰۱۰ | Melekler Korusun               | لونت «Levent»                                                                                  | نقش مکمل   | Show TV         |
| ۲۰۱۰-۲۰۱۱ | راز کوچک (مجموعه تلویزیونی)    | دمیر                                                                                           | نقش اصلی   | Star TV Kanal D |
| ۲۰۱۲      | صخره                           | اولاش «Ulaş»                                                                                   | نقش مکمل   | atv             |
| ۲۰۱۳      | فاتح «Fatih»                   | شاهزاده مصطفا Şahzade Mustafa                                                                  | نقش مکمل   | Kanal D         |
| ۲۰۱۴      | سعید و شورا                    | پترو بارینسکی Petro Borinsky                                                                   | نقش اصلی   | Star TV         |
| ۲۰۱۶-۲۰۱۷ | ترانه زندگی (مجموعه تلویزیونی) | کریم جوهر                                                                                      | نقش اصلی   | Kanal D         |
| ۲۰۱۷      | رو در رو                       | جیهانگیر (جهانگیر) «Cihangir»                                                                  | نقش اصلی   | Show TV         |
| ۲۰۱۹      | یک داستان خانوادگی             | برک گونش «Berk Güneş»                                                                          | نقش اصلی   | FOX             |
| ۲۰۲۰      | یا استقلال یا مرگ              | "Topkapılı Cambaz Mehmet Bey"                                                                  | نقش اصلی   | TRT1            |
| ۲۰۲۰-۲۰۲۲ | آپارتمان بی‌گناهان              | هان درن‌اوئلو                                                                                   | نقش اصلی   | TV8             |
| ۲۰۲۲      | اتاق قرمز (مجموعه تلویزیونی)   | هان درن‌اوئلو                                                                                   | نقش میهمان | TV8             |
| ۲۰۲۳      | معجزه صد ساله                  | ۱. سرهنگ علی‌طاهر Miralay Ali Tahir ۲. بازرس اشرف آنادولو Eşref Anadolu ۳. کمال کایا Kemal Kaya | نقش اصلی   | Show TV         |

| سال  | نام                       | کاراکتر                                  | نقش  | پلتفرم  |
| ---- | ------------------------- | ---------------------------------------- | ---- | ------- |
| ۲۰۱۸ | مردگان (مجموعه تلویزیونی) | نومل «Numel»                             | اصلی | BluTV   |
| ۲۰۱۹ | فیلم سینمایی کرونولوژی    | هاکان                                    | اصلی |         |
| ۲۰۱۹ | فیلم سینمایی پرتره زیبایی | اوزگور                                   | اصلی |         |
| ۲۰۲۰ | ظهور امپراتوری‌ها: عثمانی  | جُووانی جوستینیانی «Giovanni Giustiniani» | مکمل | Netflix |
| ۲۰۲۳ | فیلم سینمایی دزد رمانتیک  | گونی «Güney»                             | اصلی | Netflix |